# 労働過程
労働過程（ろうどうかてい）とはマルクス経済学用語の一つ。これは人間と自然との物質代謝であり、人間の合目的的な意思を必要とされている事柄である。人間によって行われる、使用価値を生産するための合目的的活動であり、あらゆる社会形態において共通であり、人間生活においては自然的条件な事柄である。労働過程は、労働そのもの、労働対象、労働手段という3つの契機に分類することができ、何を作るかではなく、どのようにしてどのような手段によって作られるかによって分類される。